# Enfield (New Hampshire)
Enfield – miasto w Stanach Zjednoczonych, w stanie New Hampshire, w hrabstwie Grafton.